# Эренбург, Георгий Борисович
Георгий Борисович Эренбург (7 ноября 1902, Иркутск — 28 сентября 1967, Москва) — советский историк-китаевед.

## Биография
Родился 27 октября (7 ноября) 1902 года в Иркутске в семье харьковского купца первой гильдии Бориса Григорьевича Эренбурга, представителя сахарных заводов Бродского, и Софьи Борисовны (Сары-Дины Берковны) Эренбург. Двоюродный брат писателя Ильи Григорьевича Эренбурга. Отец был владельцем музыкального магазина на Большой улице, № 7, занимался торговлей музыкальными инструментами и нотами, устройством концертов, продажей билетов и наймом помещений для концертов.
С 1911 года учился в Иркутском коммерческом училище, которое окончил в 1919 году. В 1920 году поступил на факультет общественных наук Иркутского университета, откуда в 1922 году перевёлся на правовое отделение Московского университета. В студенческие годы работал литературным сотрудником журнала «Юный коммунист».
В 1923 году вместе с женой был направлен в Монголию и Китай, где вёл агитационно-пропагандистскую работу. В Харбине, где он занимался агитацией среди рабочих, в это время жили его родители и брат — преподаватель музыки Евгений Борисович Эренбург (1889, Харьков — 28 ноября 1937, Москва, расстрелян). Весной 1924 года был назначен советником ЦК Монгольской народной партии по партийной пропаганде, затем работал в организационно-инструкторском отделе и был советником комитета по печати этой партии в Урге. В 1925 году был откомандирован на учёбу в Московский институт востоковедения, по окончании которого в 1927 году был принят на работу научным сотрудником кабинета китаеведения Университета трудящихся Китая имени Сунь Ятсена (этот кабинет в 1928 году был преобразован в Научно-исследовательский институт по Китаю при этом институте). В 1929 году вышла его первая книга «Правда о событиях на КВЖД», а в 1930 году — монография «Рабочее движение в Китае» (обе были переведены на китайский язык).
В 1930—1932 годах — старший научный сотрудник НИИ по Китаю, секретарь редакции журнала «Проблемы Китая» (печатного органа института). С 1932 года преподавал в Московском институте востоковедения (с 1935 года доцент), с 1936 года — в ИФЛИ и на историческом факультете МГУ.
Диссертацию кандидата исторических наук по теме «Революционное движение в Китае в годы между Первой и Второй мировыми войнами» защитил в 1945 году. Вёл курс новой и новейшей истории Китая на историческом факультете Московского государственного университета. Один из первых биографов Мао Цзэдуна (1934). Преподавал также в Академии общественных наук при ЦК КПСС, Институте философии, литературы и истории имени Н. Г. Чернышевского (ИФЛИ), Высшей дипломатической школе, Московском государственном институте международных отношении, Военном институте иностранных языков, Московском областном педагогическом институте. Среди учеников Г. Б. Эренбурга — профессора А. В. Меликсетов, А. А. Григорьев, В. Н. Никифоров, Т. Н. Акатова, Л. Н. Борох, О. Е. Непомнин, М. А. Персиц.

## Семья
- Братья — Абрам Борисович Эренбург (1884, Харьков — ?)[1], инженер-связист, начальник кафедры сопротивления материалов Московской инженерно-технической академии связи имени В. Н. Подбельского (ИТАС); Евгений Борисович Эренбург (1888—1937)[8], жил в Харбине, позже преподаватель музыки на Московском почтамте и 3-й фабрике треста «Москвошвей», расстрелян 28 ноября 1937 года по обвинению в участии в контрреволюционной шпионско-террористической организации[9].
- Жена — Ева Иделевна Эренбург.
- Внук — синолог Александр Вадимович Панцов[10] .
- Двоюродный брат — художник и журналист, участник Гражданской войны Илья Лазаревич Эренбург (1887—1920), сын харьковского зерноторговца Лазаря Гершовича (Григорьевича) Эренбурга, химика, выпускника Харьковского университета (1882)[11][12].
- Двоюродная сестра — коллекционер, художник и педагог Наталья Лазаревна Эренбург (в замужестве Эренбург-Маннати, фр. Nathalie Ehrenbourg-Mannati; 1884—1979)[13][14].
- Двоюродная сестра — Мария Александровна Румер (урождённая Гуревич, 1888—1981), советский педагог-методист в области музыкального образования, заведующая отделом музыкального искусства НИИ художественного воспитания АПН СССР, кандидат искусствоведения, жена поэта-переводчика Осипа Борисовича Румера.

## Публикации
- Правда о событиях на КВЖД. М.: Госиздат РСФСР, 1929.
- Рабочее движение в Китае. М.: Госиздат РСФСР, 1930. — 320 с.
- Как живёт и борется пролетариат в Китае. М.: Госиздат РСФСР — Московский рабочий, 1930. — 24 с.
- Как живут и борются рабочие и крестьяне Китая. М.—Л.: Московский рабочий, 1931. — 53 с.
- Что происходит на Дальнем Востоке. М.: Партиздат, 1932. — 48 с.
- Империалисты в Китае. М.: Партиздат, 1932. — 32 с.
- Советский Китай. М.: Партиздат, 1933. — 96 с.; 2-е изд., доп. — М.: Партиздат, 1934. — 141 с.
- Под знаменем Кантонской коммуны (Кантонская коммуна и борьба за свободу и независимость Китая). М.: Издательство ЦК Мопр СССР, 1935. — 32 с.
- Национально-освободительное движение в Китае после Великой октябрьской социалистической революции (1918—1924 гг.). М.: Правда, 1950. — 32 с.
- Народная революция в Китае: Очерк истории борьбы и победы китайского народа / В. Никифоров, Г. Эренбург, М. Юрьев. М.: Госполитиздат, 1950. — 143 с.; 2-е изд., испр. и доп. — М.: Госполитиздат, 1953. — 144 с.
- Гражданская война и национально-освободительное движение в Китае в 1928—1936 годах. М.: Правда, 1951. — 24 с.
- Národně osvobozenecké hnutí v Číně po Veliké Říjnové socialistické revoluci. (1918—24). Z ruštiny přeložila M. Zourková. Praha: Orbis, 1951. — 41 с.
- Очерки национально-освободительной борьбы китайского народа в новейшее время. — М.: Учпедгиз, 1951. — 240 с.
- Národně osvbozenský boj čínského lidu (1919—1949). Přel. Miroslav Patava. Praha: Mir, 1952. — 223 с.
- Lidová revoluce v Číně: Historický náčrt vítězného boje čínského lidu / V. Nikiforov, G. Erenburg, M. Jurjev; Přel. Jaroslav Carda. Praha: Naše vojsko, 1952. — 124 с.
- Die Volksrevolution in China: Abriss der Geschichte des Kampes und Sieges des chinesischen Volkes / W. Nikiforow, G. Erenburg, M. Jurjew; Übers. von Leon Nebenzahl. Berlin: Dietz, 1952. 150 с.
- Čína v národnej revolúcii: Prehľad histórie boja a vít’aztva čínskeho l’udu / Nififorov-Erenburg-Juriev; Z rustiny prel. Jan Orsulák. Bratislava: Tatran, 1952. — 118 с.
- Народната революция в Китай: Очерк по историята на борбата и победата на китайския народ / В. Никифоров, Г. Эренбург, М. Юрьев; Прев. от рус. Христо Драгнев. 2-ро попр. и доп. изд. — София: Нац. съвет на Отечествения фронт, 1954. — 139 с.
- Революция 1905—1907 годов в России и революционное движение в Китае. М.: Знание, 1955. — 32 с.
- Очерки истории Китая: Пособие для учителя / Л. В. Симоновская, Г. Б. Эренбург, М. Ф. Юрьев. М.: Учпедгиз, 1956. — 424 с.